# K.G.F: Chapter 1
K.G.F: Chapter 1 è un film del 2018, diretto da Prashanth Neel.